# Universidad de Acadia

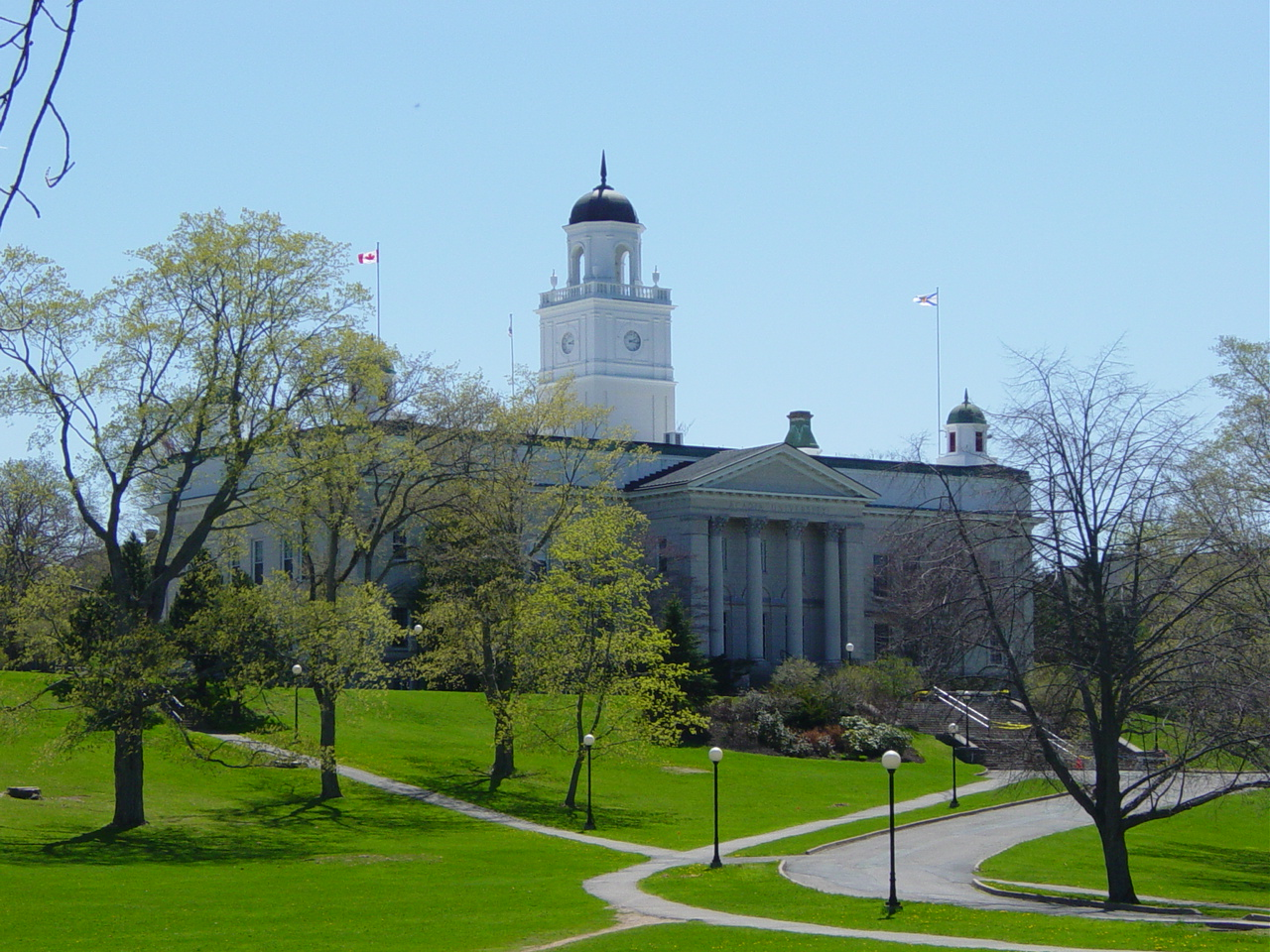
Campus de la Universidad de Acadia.

La Universidad de Acadia es una institución privada de Wolfville, Nueva Escocia en Canadá.

## Historia
La Universidad de Acadia tiene sus orígenes en una extensión de la Academia Horton en Wolfville establecida en 1828 por los  bautistas de la región, quienes serán reunidos en los Canadian Baptists of Atlantic Canada (Ministerios Bautistas Canadienses).  Fue fundado en 1838 como Queen's College. Tomando su actual nombre y estatus en 1891. En 1966, terminó su afiliación con los Canadian Baptists of Atlantic Canada (Ministerios Bautistas Canadienses).
Cuenta con licenciaturas en arte, estudios profesionales, ciencia, teología, pedagogía y estudios de posgrado.
Acadia está catalogada entre los institutos universitarios más sobresalientes del país.